# 热甘
热甘（法語：Jegun，亦作，法語發音：[ʒeɡœ̃]）是法国热尔省的一个市镇，位于该省中部，属于欧什区。

## 地理
热甘（43°45'26"N, 0°27'34"E）面积39.25 平方千米，位于法国奧克西塔尼大區热尔省，该省份为法国西南部内陆省份，北起顺时针与洛特-加龙省、塔恩-加龙省、上加龙省、上比利牛斯省、大西洋比利牛斯省和朗德省接壤。
与热甘接壤的市镇（或旧市镇、城区）包括：昂特拉、比朗、博纳、卡斯泰拉-韦尔迪藏、塞藏、拉瓦尔当斯、圣让普奇、圣拉里、巴伊斯河畔圣保罗。

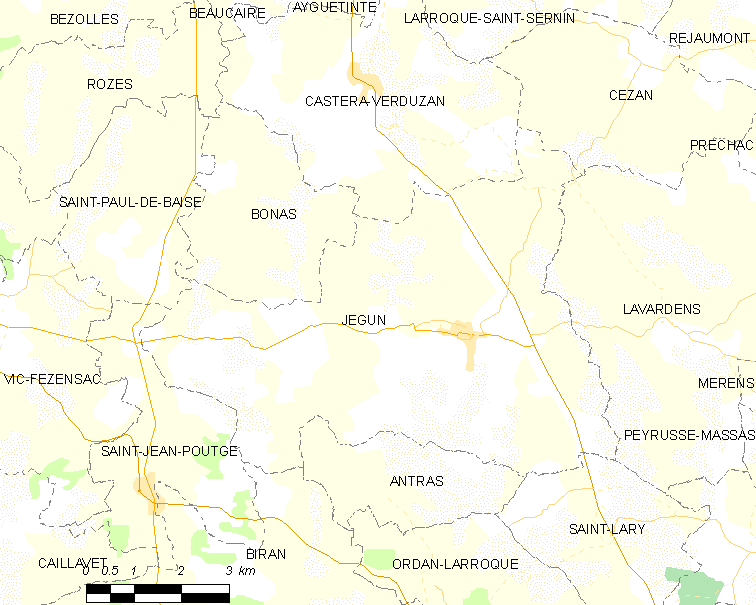
热甘的OSM定位图

热甘的时区为UTC+01:00、UTC+02:00（夏令时）。

## 行政
热甘的邮政编码为32360，INSEE市镇编码为32162。

## 政治
热甘所属的省级选区为欧什加斯科涅县。

## 人口

1962-2008年间热甘人口变化图示

热甘于2022年1月1日时的人口数量为1182人。